# Concession ferroviaire
La concession ferroviaire est une formule assez ancienne où la construction, l'exploitation et la gestion d'une ligne ferroviaire, dont la propriété reste celle du concédant public, généralement l'État, sont déléguées à un partenaire privé. Ce système contractuel se rapproche de la concession de service public, mais diffère quelque peu des contrats de partenariat (PPP) et ne doit pas être confondu avec les franchises ferroviaires qui portent sur l'exploitation des services de transport d'une ligne ferroviaire. 

## Principe
L'État est propriétaire de l'infrastructure ferroviaire, que ce soit en propre ou par l'intermédiaire d'un de ses établissements publics, comme c'est le cas en France avec SNCF Réseau. S'il n'a pas la compétence technique, les moyens humains ou les capacités financières, le gestionnaire d'infrastructure peut faire appel à un partenaire, plus apte dans le domaine. L'attribution d'une concession par l'autorité concédante doit faire l'objet d'un appel d'offres et d'une procédure de mise en concurrence. Les candidats sont généralement des groupements d'entreprises du BTP ou ferroviaires comme Vinci, Eurotunnel ou Veolia Transdev associés au secteur bancaire. Les différents candidats se concurrencent sur les offres qu'ils remettent à l'autorité concédante. C'est le monopsone, un seul client se retrouvant face à plusieurs producteurs. La concession sera alors accordée à la meilleure offre par contrat avec des modalités précisément définies (montant des subventions publiques, durée de la concession, partage des risques...). Ce procédé permet d'éliminer les situations de rente provenant d'un monopole naturel. 
Le gestionnaire d'infrastructure ferroviaire met à disposition sa propriété ferroviaire : il transfère l'ensemble des droits et obligations patrimoniaux du propriétaire, à l'exception du droit de propriété et du droit d'aliéner. Les risques économiques sont alors supportés par le concessionnaire, mais il est possible qu'un partage des risques soit prévu à la signature du contrat de concession. Le financement peut-être renégocié durant la concession ou à l’échéance. Le contrat de concession peut donner au concessionnaire un plafond de bénéfice, au-delà du plafond la somme atterrit dans les caisses du concédant public (État, SNCF, ...). Le concessionnaire a l'obligation d'ouvrir sa ligne ou section de ligne à tous les convois au même prix, elle peut néanmoins faire prévaloir ses propres convois avant ceux de ses concurrents. Si l'entreprise porte atteinte à la concurrence, la concession lui sera retirée avant la fin du contrat et peut être passible de dommage et intérêts.

## Différence entre concession et contrat de partenariat
Dans le cadre de la concession, l'opérateur privé (le concessionnaire) porte la majeure partie du risque du projet. Ce risque financier découle du risque « trafic » puisqu'il se rémunère directement auprès des usagers, ici les entreprises ferroviaires qui emprunteront la ligne concédée avec leurs trains contre paiement de péages. Il se peut que le contrat de concession comprenne aussi l'exploitation des services de transport et dans ce cas, concessionnaire et exploitant sont la même entité, qui devra tout de même porter le risque de fréquentation des trains. 
Le contrat de partenariat diffère de la concession sur les modalités de répartition des risques entre secteurs public et privé. Dans ce cas, la logique de répartition se veut optimale et le risque de trafic est porté par le public. Le groupement privé est rémunéré par l'autorité contractante publique sous forme de loyers et selon des critères de performance prédéterminés. Ainsi, dans le cadre des contrats de partenariat signés par SNCF Réseau, l'entreprise publique perçoit les péages pour la circulation des trains et paie régulièrement un loyer à l'opérateur privé qui s'est chargé de construire et qui exploite et entretient l'infrastructure.

## Les concessions ferroviaires en France

### Les concessions historiques d'avant la nationalisation de 1938
L'histoire du transport ferroviaire est marquée par l'intervention de l'État. Celui-ci a pris les rênes très rapidement en créant un système de concession en 1842 qui lui permet de définir les lignes à construire et, ensuite, à partir du Second Empire, en rassemblant les concessions existantes en six grandes compagnies, auxquelles il impose, en contrepartie de subventions, la construction et l'exploitation de lignes de moins en moins rentables. Léon Walras a alors imposé l'idée selon laquelle le chemin de fer constituait un monopole naturel et qu'il n'était pas souhaitable de confier aux forces du marché ce secteur. Néanmoins, l'extension du réseau a conduit à une forte dégradation de la rentabilité des concessionnaires : par exemple, la Compagnie de chemin de fer de l'Ouest est nationalisée dès 1908[réf. nécessaire].

### Les concessions françaises aujourd'hui
- La concession du Chemin de fer de Provence

La ligne de chemin de fer Nice-Digne était initialement concédée par la loi du 29 juillet 1889 portant déclaration d'utilité publique et concession définitive de divers chemins de fer à la compagnie des chemins de fer du sud de la France. En 1972, par décret, l'État concède à nouveau la ligne au syndicat mixte Méditerranée-Alpes (Syma) pour une durée de 99 ans. Le Syma regroupe les collectivités territoriales concernées par la ligne, soient la région Provence-Alpes-Côte d'Azur, le département du Var, le département des Alpes-Maritimes et les villes de Nice et Digne. Depuis le 1er janvier 2007, la région Provence-Alpes-Côte d'Azur se substitue au Syma qui a vocation à disparaître. Un avenant à la convention de concession est validé par le Conseil d'État pour permettre le transfert. 
L'exploitation de la ligne était concédée par Délégation de service public à compter de 2005 et pour une durée de 8 ans à la Compagnie Ferroviaire du Sud de la France (CFSF), filiale de CFTA (groupe Transdev). Depuis le 1er janvier 2014, la région Provence-Alpes-Côte d'Azur a repris l'exploitation en direct avec la Régie Régionale des Transports.
- La concession de la liaison fixe Transmanche

Les gouvernements français et britannique ont signé à Cantorbéry le 12 février 1986 un traité permettant la construction et l'exploitation en concession d'une liaison fixe reliant les deux rives de la Manche par un groupement d'entreprises privées. Il fait suite au choix du 20 janvier 1986 de retenir le projet « Eurotunnel » de liaison par un double tunnel ferroviaire avec un troisième tunnel de service. La concession est attribuée pour une durée de 99 ans à la société concessionnaire, nommée Groupe Eurotunnel. Elle est créée le 15 août 1986 et regroupe des banques et des groupes de BTP français et britanniques. La société présente la particularité d'avoir un capital fortement détenu par des petits porteurs. 
- La concession de la ligne ferroviaire à grande vitesse France-Espagne

La création d'une liaison ferroviaire à grande vitesse entre la France et l'Espagne a été engagée par la signature à Madrid le 10 octobre 1995 d'un accord international entre les deux gouvernements. Cet accord pose les bases d'une démarche partenariale entre public et privé pour la réalisation de l'infrastructure sous forme de concession, ce qui a ensuite été approuvé par le parlement français le 21 octobre 1997 par voie législative. La procédure d'appel d'offres pour la concession est lancée par la commission intergouvernementale en septembre 2001 et le groupement retenu, TP Ferro (filiale à parité des groupes de BTP ACS Dragados et Eiffage), signera le 17 février 2004 un contrat de concession pour une durée de 50 ans. Le coût total du projet est de 1,1 Md€ et les subventions publiques d'équilibre s'élèvent à 640 M€ réparties à parts égales entre les deux États. L'Union européenne a également contribué au projet à hauteur de 160 M€. 
Conformément au contrat de concession, la ligne a bien été livrée le 17 février 2009, soit 5 ans après la signature, mais la liaison de Barcelone à Figueras prenant du retard, la mise en service n'a eu lieu que le 19 décembre 2010 avec une solution provisoire. L'inauguration aura finalement lieu le 27 janvier 2011. En attendant, en réponse au préjudice commercial pour le concessionnaire TP Ferro, le gouvernement espagnol lui a octroyé le 6 novembre 2009 une indemnité de 108 M€ et prolongé la durée de la concession de 3 ans. 
La société est mise en liquidation en 2016.
- La liaison express Lyon Saint-Exupéry LESLYS

LESLYS est une ligne de tramway express reliant l'aéroport Lyon-Saint-Exupéry au centre de Lyon, au niveau de la gare de la Part-Dieu. Le Conseil général du Rhône, en tant qu'autorité organisatrice des transports de voyageurs non urbains dans le département, décide en 2001 conjointement avec le SYTRAL de réaliser une liaison ferroviaire entre Lyon et son aéroport. Il est alors décidé que la ligne partagerait en grande partie (de Lyon à Meyzieu ZI) son infrastructure avec le projet de ligne 3 du tramway, reprenant le tracé de l'ancienne ligne du Chemin de fer de l'Est de Lyon, propriété du Département. La partie urbaine de la ligne entre Lyon et Meyzieu est construite dans le cadre du projet T3, mais pour la partie nouvelle entre Meyzieu et l'aéroport, le Conseil général retient un montage en concession comprenant la construction et la gestion de l'infrastructure, ainsi que l'exploitation du service de transport sur toute la ligne. 
Une consultation pour la concession a d'abord été lancée en 2004 par le Département, puis les résultats étant décevants, une seconde est lancée en 2006. Finalement, le groupement Rhônexpress est retenu par les conseillers généraux le 15 décembre 2006 et le contrat est signé ensuite le 8 janvier 2007 pour une concession d'une durée de 30 ans et où le concessionnaire supporte l'ensemble des risques de trafic. Le groupement Rhonexpress est composé, autour de Vinci Concessions (mandataire), par la Caisse des dépôts et consignations, Veolia Transport, Vossloh Infrastructure Services et Cegelec. Le groupement concessionnaire Rhônexpress confie ensuite l'exploitation du service, à compter de sa mise en service le 9 août 2010, à l'entreprise CFTA Rhône.
Avec la création le 1er janvier 2015 de la Métropole de Lyon, celle-ci se substitue au Département du Rhône sur le territoire de l'ancienne Communauté Urbaine du Grand Lyon. À cette même date, le Syndicat mixte des transports pour le Rhône et l'agglomération lyonnaise (SYTRAL) fusionne avec le Syndicat mixte des transports du Rhône et devient l'autorité organisatrice des transports unique de la Métropole de Lyon et du Conseil départemental du Rhône. Le SYTRAL devient à cette date l'autorité concédante de la liaison express Lyon Saint-Exupéry.
- La ligne à grande vitesse Sud Europe Atlantique

À la suite de la mise en service en septembre 1990 de la ligne à grande vitesse Atlantique entre Paris et Saint-Pierre-des-Corps, à côté de Tours, des réflexions ont été engagées pour poursuivre la ligne en direction de Bordeaux. Le schéma directeur des liaisons à grande vitesse d'avril 1992 comprend un projet dénommé LGV Aquitaine qui doit relier Saint-Pierre-des-Corps à Bordeaux. Le débat public a été mené de 1994 à 1995, ce qui a ensuite permis d'engager les études préliminaires de la section Tours-Bordeaux. L'enquête publique préalable à la déclaration d'utilité publique a été découpée suivant deux sections : de Tours à Angoulême et d'Angoulême à Bordeaux qui se sont respectivement déroulées en 2007 et 2005. Le 18 juillet 2006, la déclaration d'utilité publique pour le tronçon Angoulême-Bordeaux est décrétée et celle du tronçon Tours-Angoulême l'a été le 10 juin 2009.

## Les concessions ferroviaires en Europe
En Suède, depuis 1999 et l'ouverture à la concurrence, 3 596 km de ligne ont été attribués sous forme de concessions à des prestataires privés. Les 9 792 km restants sont propriété de Banverket, le gestionnaire d'infrastructure suédois. C'est le modèle qui est actuellement en train de se mettre en place en Angleterre également.